# St. Michael (Itzing)

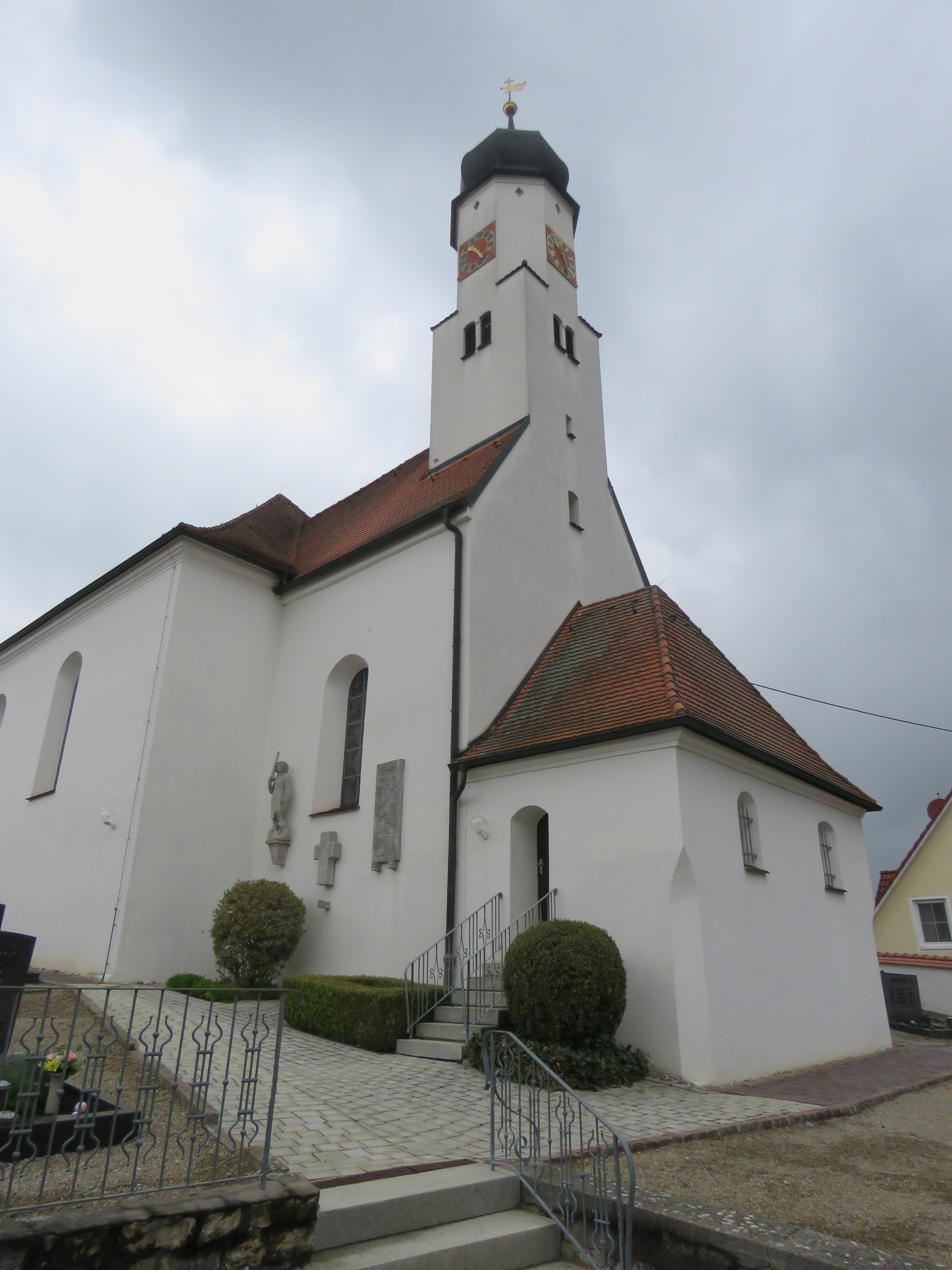
St. Michael in Itzing

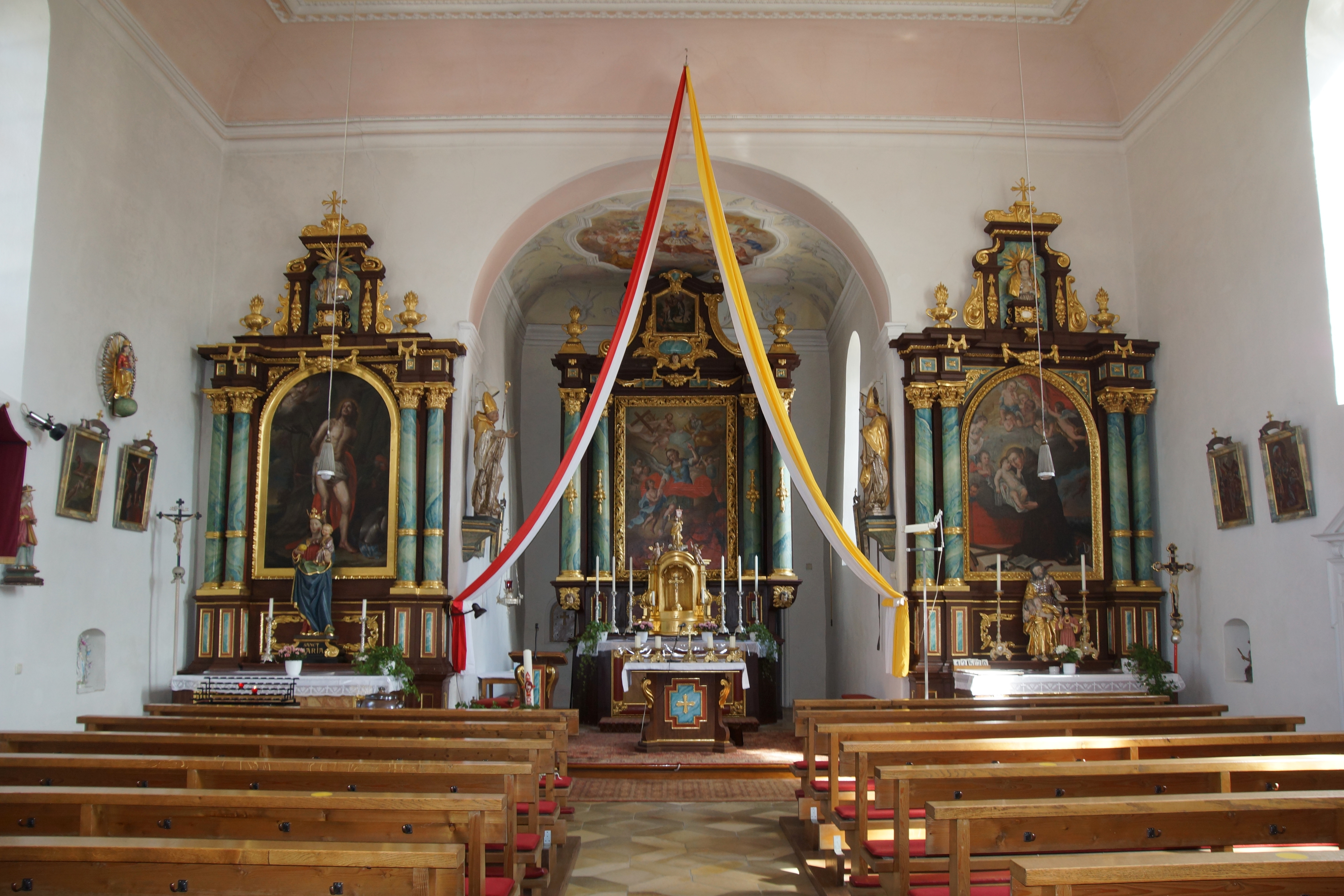
Blick zum Chor

Die römisch-katholische Filialkirche St. Michael steht in Itzing, einem Stadtteil von Monheim im schwäbischen Landkreis Donau-Ries von Bayern. Das Bauwerk ist in der Liste der Baudenkmäler in Monheim (Schwaben) als Baudenkmal unter der Nr. D-7-79-186-50 eingetragen. Die Kirche gehört zur Pfarrei St. Walburga in Monheim im Dekanat Weißenburg-Wemding des Bistums Eichstätt. Kirchenpatron ist der Erzengel Michael.

## Beschreibung
Die Saalkirche wurde 1713 anstelle der zerstörten Vorgängerkirche erbaut. Sie besteht aus einem Langhaus, einem eingezogenen, rechteckigen Chor im Osten und einem Anbau für die Sakristei. Über der Fassade im Osten erhebt sich ein 1951 erneuerter Dachreiter, dessen quadratisches Geschoss den Glockenstuhl beherbergt. Darauf sitzt ein achteckiges Geschoss für die Turmuhr, das mit einer Zwiebelhaube bedeckt ist. Der Innenraum des Langhauses ist mit einer Flachdecke überspannt. In ihm wurde um 1520 Stuck angebracht. Im Chor entstanden in der Erbauungszeit ein Fresko mit dem Erzengel Michael und Deckenmalereien.
Die Kirche ist mit drei barocken Altären ausgestattet.  Im Altarauszug des Hochaltars ist Martin von Tours dargestellt. Das  Altarbild zeigt den Erzengel Michael unter einem Wolkenhimmel mit einer Darstellung der Hl. Dreifaltigkeit. Die Altarbilder der beiden Seitenaltären stellen den Hl. Sebastian, einen der Pestheiligen und den Hl. Antonius von Padua mit dem Jesusknaben dar.
Die 1510 gestaltete Statue Marias wird dem Umkreis von Hans Leinberger zugerechnet.

## Orgel

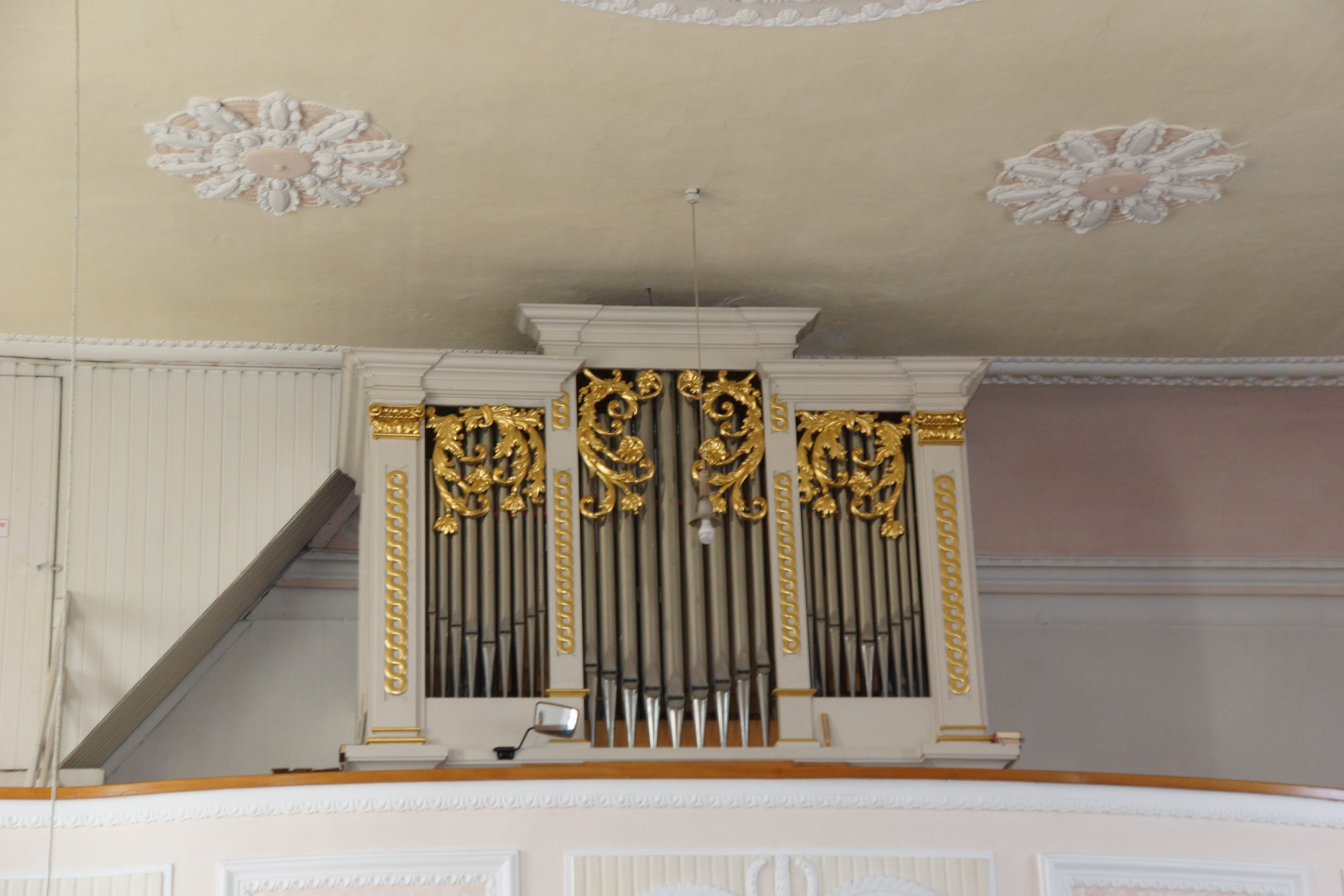
Orgel

Die Orgel mit acht Registern auf einem Manual und Pedal wurde 1982 von Johannes Karl erbaut. Die Disposition des rein mechanischen Schleifladen-Instruments lautet:
| Manual     |       |
| Principal  | 8′    |
| Gedeckt    | 8′    |
| Salicional | 8′    |
| Oktave     | 4′    |
| Rohrflöte  | 4′    |
| Quint      | 2 ⁄3′ |
| Flachflöte | 2′    |
| Mixtur IV  | 1 ⁄3′ |

| Pedal  |     |
| Subbaß | 16′ |

- Koppel: Man/P